# John Hawkwood

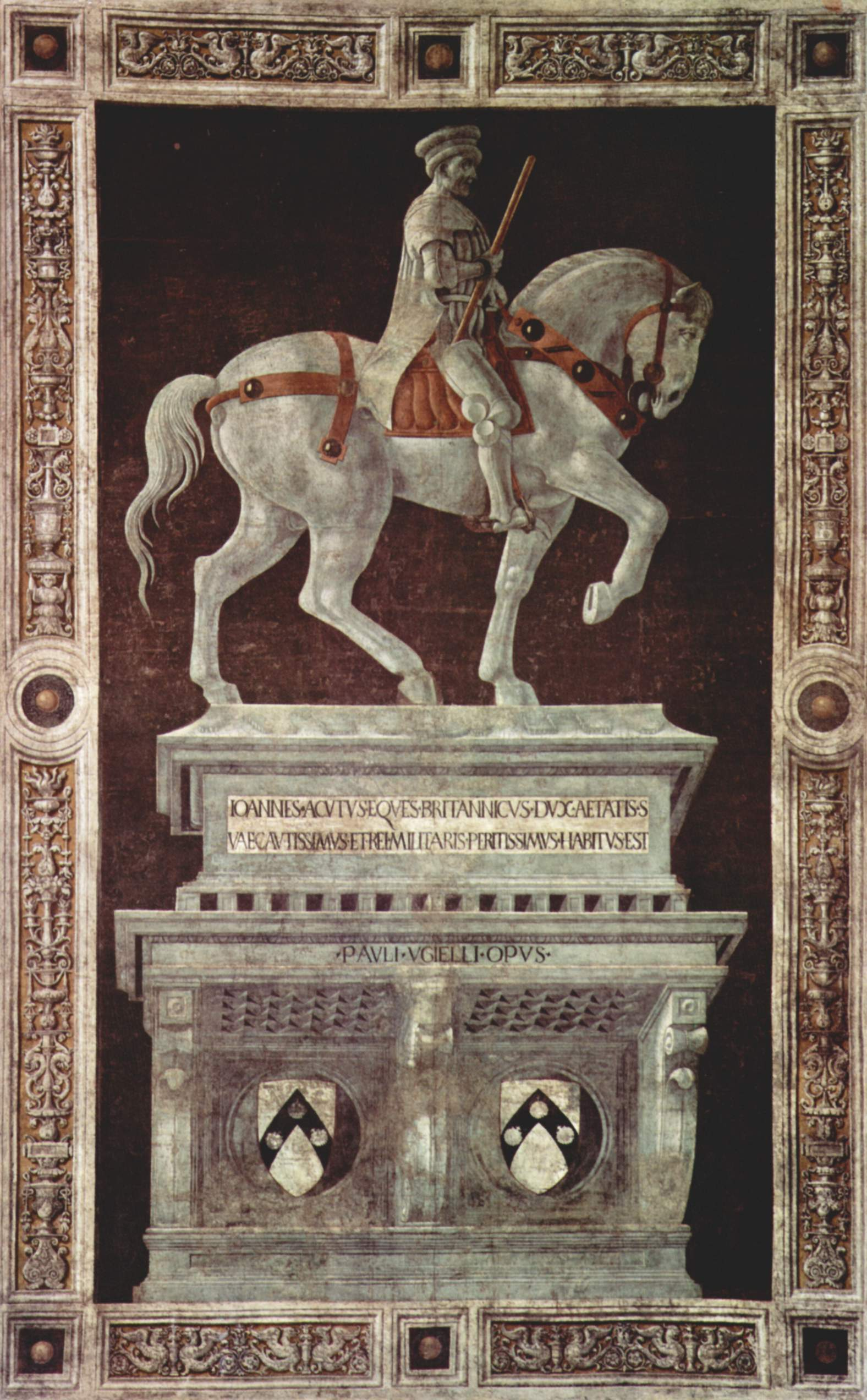
John Hawkwood
fresco door Paolo Uccello, 1436

John Hawkwood of Giovanni Acuto (ca. 1320 - 1394) was een condottiere van Engelse afkomst. Door de Franse geschiedkundige Jean Froissart werd hij Haccoude genoemd.
Hawkwood was volgens de overlevering de zoon van een looier uit Essex. Hij ging bij het Engelse leger in Londen, en vocht later in de Honderdjarige Oorlog. Toen de oorlog in 1360 voorlopig werd beëindigd met het Verdrag van Brétigny, vertrok Hawkwood met een stel huurlingen naar Italië. Daar vocht hij voor de stadstaten Milaan en Venetië. In 1370 contracteerde Florence hem en zijn manschappen, en in 1377 moordde hij Cesena uit in naam van paus Gregorius XI. Niet lang daarna wisselde hij weer van bondgenoot en werkte hij voor de anti-pauselijke stadstaten. De buitenechtelijke dochter van Bernabò Visconti, de hertog van Milaan, trouwde met Hawkwood om de band tussen Milaan en de condottiere te verstevigen. Kort daarna vertrok Hawkwood echter weer naar Florence na een ruzie met Visconti. Richard II van Engeland benoemde hem in 1381 tot ambassadeur aan het Roomse hof. Hij bracht de laatste jaren van zijn leven door in Florence, waar hij stierf en tijdelijk werd begraven in de Duomo. Richard II liet het lichaam van Hawkwood terug naar Engeland halen. Paolo Uccello schilderde in 1436 in opdracht van Florence een ruiterportret van hem, dat zich nog steeds in de Duomo bevindt.